# عومر
عُومِر (بالعبرية עומר وبالكتابة المشكولة עֹמֶר) أُخذ اسمها من التوراة، سفر اللاويين الإصحاح 23، الآية 10. تقع في المنطقة الجنوبية من إسرائيل، تحدُّها من جهة الغرب بئر السبع، وأم بطين في الشرق، وتل السبع في الجنوب. أعلن عنها مجلساً محلياً عام 1974. تعتبر منطقة عومر من أغنى، وأغلى البلدات في إسرائيل.

## تاريخها
مع نهاية حرب 1948، قامت مجموعة من جنود لواء النقب بتأسيس كيبوتس إيلتا في موقع أطلق عليه البدو اسم "العُومري". تم تفكيك الكيبوتس في أقل من عام. في عام 1949، أنشأ بعض الجنود المُسَرَّحين من الجيش الإسرائيلي مستوطنة تعاونية في نفس الموقع. بعد مشاكل مالية، قرر أعضاء الموشاف تحويله إلى قرية عُمَّال تعاوُنيَّة (موشاف عُمَّالي) وانضمت إلى رابطة القرى التعاوُنيّة في إسرائيل، لكن بعد فترة، قرَّر أعضاء الموشاف الانضمام إلى قُرى مبام التعاوُنيّة. لم يعمل معظم سكان الموشاف في الزراعة بل في أعمال خارجيّة، وعمل كثير منهم في مصانع سدوم. كانت القرية نفسها مهملة للغاية، لكن في عام 1960، تعهدت شركة راسكو (Rural And Suburban Settlement Company) بإعادة تأهيل القرية التعاونية. استولت الشركة على أصول وأراضي القرية، وزرعتها بكروم العنب، وجددت المنازل فيها، وجلبت إلى القرية أفواجًا جديدة من المستوطنين، بما في ذلك عمال الوكالة اليهودية، ومهاجرين يهود من الطبقة الوسطى قدموا من الأرجنتين. تم تخصيص بعض أراضي القرية لإنشاء قرية زراعية صغيرة (بالعبرية: ميشك عيزر משק עזר) تضمنت في البداية 60 وحدة سكنية وبنائها. بدأت في عام 1962. في البداية كانت القرية الحضرية تسمى "مشارف عراد" (بالعبري: "مافو عراد" מבוא ערד).

في نيسان 1964، أقيمت مراسم وضع حجر الأساس لترميم الموشاف ونتيجة لذلك، أصبحت البلدة منطقة اجتذاب لأثرياء بئر السبع وتحوّلت إلى التجمع السكني الأول للأثرياء في منطقة النقب. كانت البلدة تابعة للاتحاد الزراعي. في عام 1969 كانت تُعتبر مدرسة البلدة من المدارس الممتازة في المنطقة. في عام 1970، كان يعيش في البلدة حوالي 1000 مواطن من حوالي 250 عائلة. في عام 1972، قامت شركة راسكو ببناء مئات المنازل الأخرى في الموقع. في أيلول 1974 وقع وزير الداخلية حينذاك شلومو هيليل على تحويل عومر إلى بلدة ذات مجلس محلي، مع تحويل أعضاء اللجنة المحلية إلى مجلس محلي. كان بتسلئيل جيبر أول رئيس لمجلس عومر. في عام 1985، تم انتخاب جاك إيريز خلفًا له، ومنذ عام 1990 يشغل منصب رئيس المجلس پينى باداش.

حاخام بلدة عومر هو الحاخام يوسف سيمحا غينزبُرغ، الذي كان أيضًا مبعوث حباد الرئيسي هناك منذ عام 1975، جنبًا إلى جنب مع الحاخام مناحيم بيلمان، مدير مقرّ حباد في البلدة. في عام 1972، تم تأسيس التجمع السّكني ماجن أفراهام في عُومِر، وهو من أوائل مجتمعات اليهودية المحافظة في إسرائيل.

بُدئ في نيسان 2003 بزراعة الأحراش في غرب البلدة، بين المستشفى البيطري بالمدينة والمنطقة الصناعية البلدية. في كانون الثاني 2013 تمت المُصادَقة على توسعة المنطقة الصناعية شمال المدينة، وحسب المخطط ستزيد مساحة المنتزه بنحو 3300 دونم، وتُقام في المنتزه بحيرة اصطناعية وساحات غولف، وفُندُق يحتوي على 200 غرفة. كما سوف يُقام منتزه للأفراح، ومحطة وقود.

## السكان
وفقًا لبيانات المكتب المركزي الإسرائيلي للإحصاء بلغ عدد سُكّان عُومِر حتى نهاية شباط 2023 قرابة 7،764 مواطنًا (المرتبة 201 في ترتيب السلطات المحلية في إسرائيل).نما عددُ السكان بمعدل نمو سنوي قدره 0.9٪. بلغت نسبة المؤهلين للحصول على شهادة البجروت من طلاب الصف الثاني عشر في العام 2020-2021 نحو 92.1٪.كما بلغ متوسط الراتب الشهري للموظف خلال عام 2019 15،974 شيكل (المعدل الوطني: 9،745 شيكل).
فيما يلي رسم بياني يرصد التزايد السكاني في البلدة:
من سكان البلدة المشهورين:
- غاي بارنيا
- ميكي إدلستاين
- زيف كالونتاروف

## المجمع الصناعي في عومر
يقع المجمع الصناعي في عومر شمال غرب البلدة، وهي منطقة فاصلة بين عومِر وبئر السبع. يُدار المجمع من قبل هيئة إدارية، وهو مخصص للصناعات النظيفة التي تتطلب تقنيات ومعرفة عالية، مع الحفاظ على جودة البيئة ومنع المخاطر. نظرًا لتصنيف عومر كمنطقة تنمية صناعية من المستوى أ ، يحق للمستثمرين في المنطقة الحصول على معظم المزايا والمساعدات التي يمنحها القانون لتشجيع الاستثمارات المالية. يوجد في هذه المنطقة الصناعية مركز برمجيات، ومركز هندسي، وقاعة مؤتمرات، ومجمع تعليمي، ومتحف عومر المفتوح، ومتحف أثري. تشمل الشركات العاملة في الحديقة مجموعة باران، وشركات النقل، شركة النقب لصناعات التعدين، ولوزاتو ولوزاتو وغيرها.

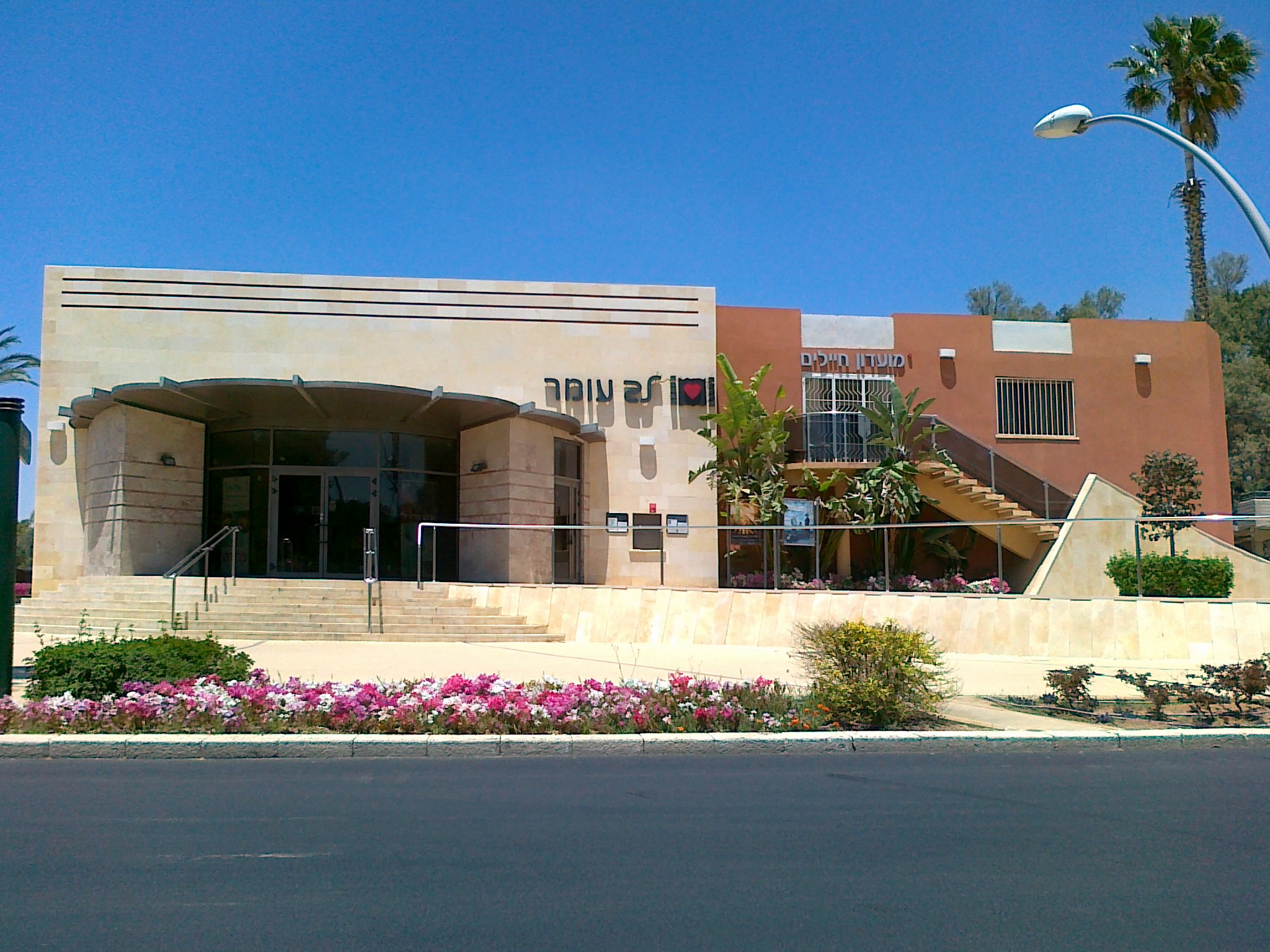
صالة السينما ونادي الجنود في عومر
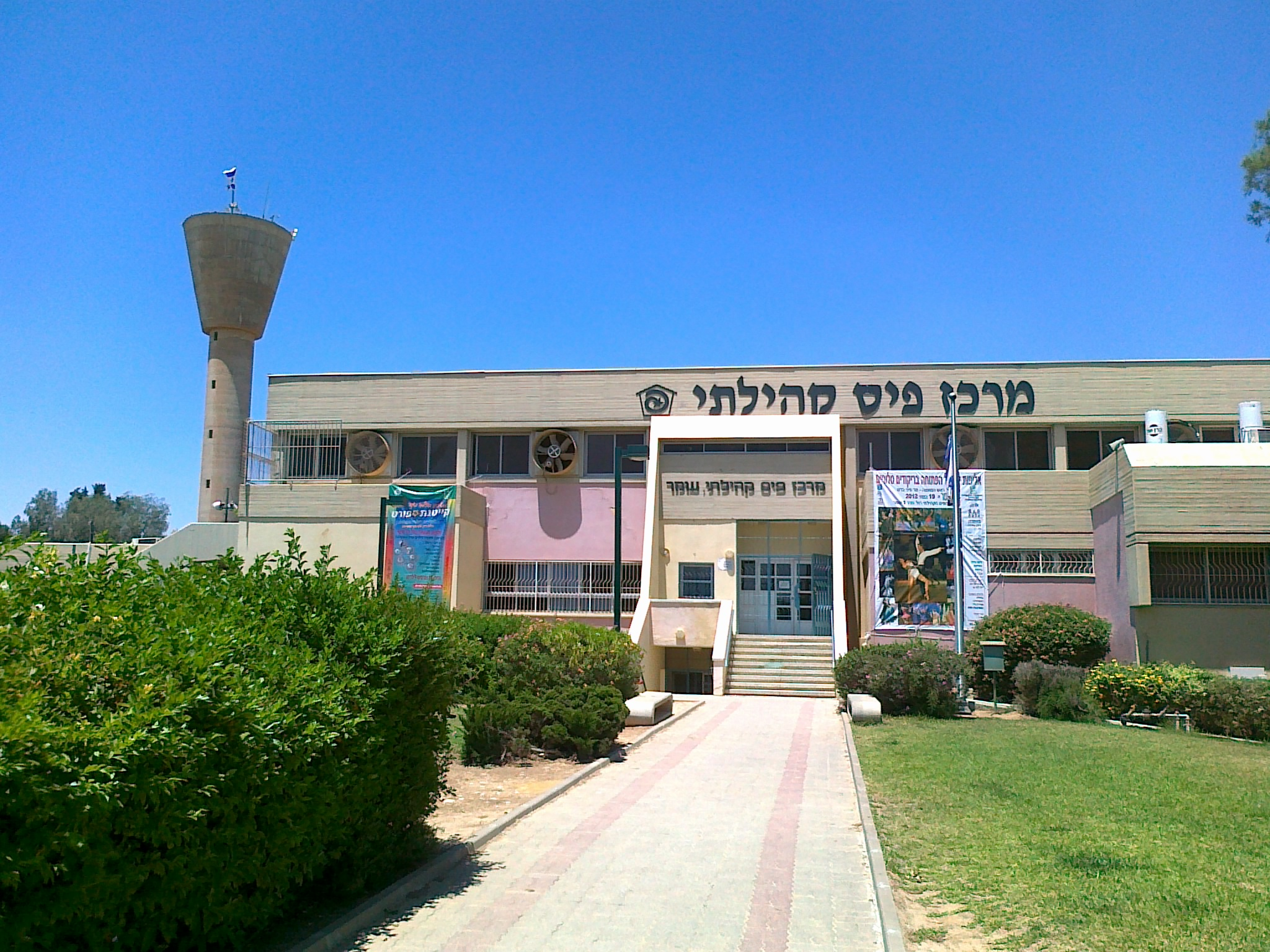
صالة الرياضة في عومر
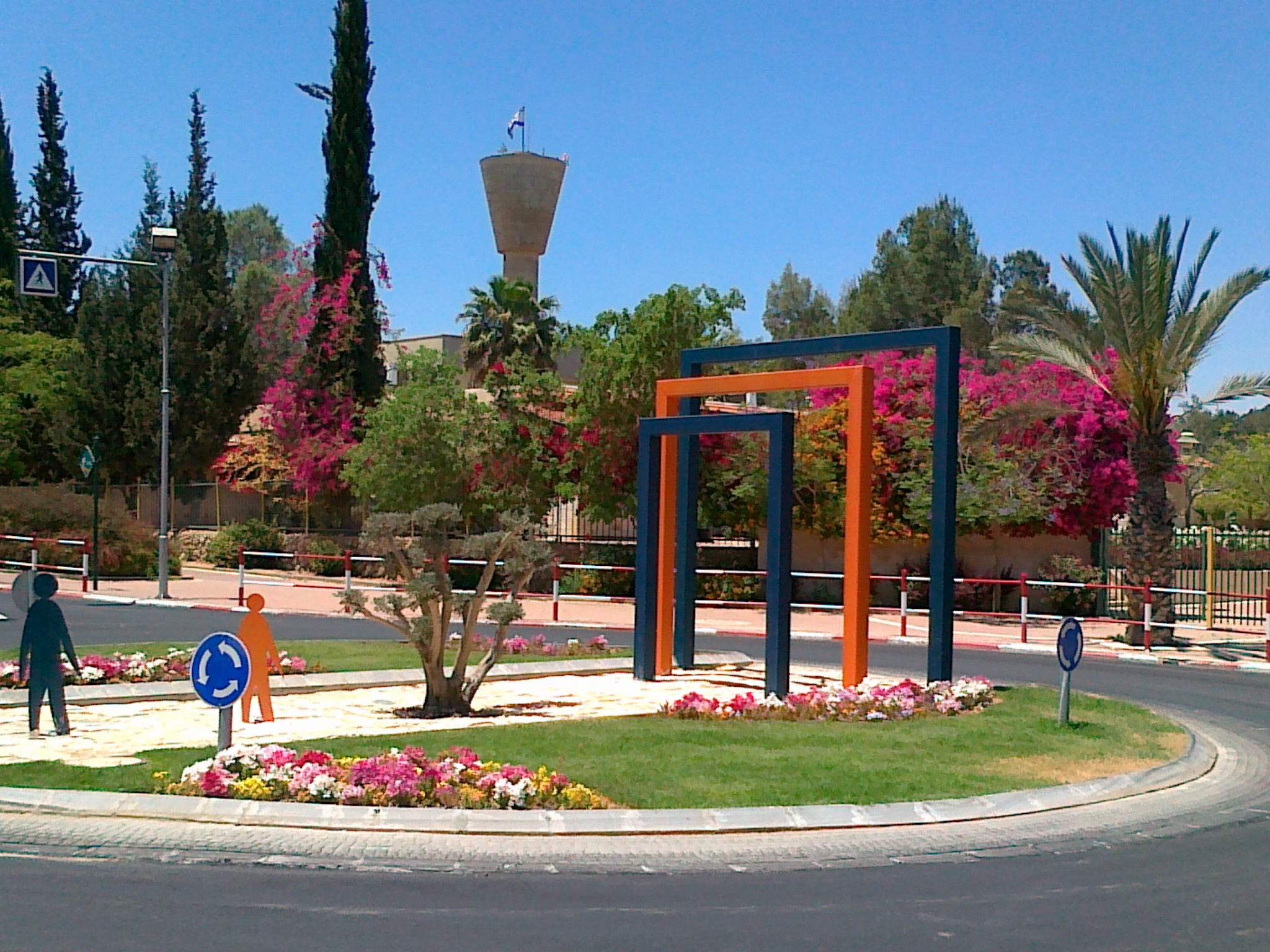
ساحة في عومر (مدخل مدرسة "عومر" الابتدائية)

## الاقتصاد
تعمل في البلدة العديد من الشركات والمصالح التجارية. يوجد في البلدة مقرا شركتين هما باران ومجموعة لوزاتو. تأسست شركة لوتساتو عام 1869 في ميلانو بإيطاليا، أسسها ريكاردو لوتساتو، وهو جندي مُسَرَّح من جيش غاريبالدي. مجموعة باران هي شركة هندسية، واحدة من أكبر الشركات في إسرائيل، تأسست عام 1979.

يوجد في عومر فرع محلّي لشركة البقالة شوفرسال محلي يسمى "عُومِر شوفرسال شِلي"، ومدرج مسرح (يُعرف أيضًا باسم "عُومِر أمفي تيئترون) وهو المدرج الرئيسي للبلدة، وهناك أيضًا فرع سينمائي لشبكة سينما ليف تُدعى "ليف عُومِر".

## وصلات خارجية
- الموقع الرسمي للبلدة